# Dean Ward
Dean Martin Ward (ur. 30 czerwca 1963 w Portsmouth) – brytyjski bobsleista, brązowy medalista olimpijski.

## Kariera
Największy sukces w karierze osiągnął w 1998 roku, kiedy razem z Seanem Olssonem, Courtneyem Rumboltem i Paulem Attwoodem zdobył brązowy medal w czwórkach na igrzyskach olimpijskich w Nagano. Był to pierwszy medal w bobslejach dla Wielkiej Brytanii od 34 lat. Na igrzyskach olimpijskich w Lillehammer w 1994 roku był ósmy, a na igrzyskach w Salt Lake City w 2002 roku był jedenasty w tej samej konkurencji. Zajął też między innymi czwarte miejsce podczas mistrzostw świata w St. Moritz w 1997 roku.